# Инцидент с A319 над провинцией Сычуань
Инцидент с A319 над провинцией Сычуань — авиационная авария, произошедшая 14 мая 2018 года. Авиалайнер Airbus A319-133 авиакомпании Sichuan Airlines выполнял плановый внутренний рейс 3U8633 по маршруту Чунцин—Лхаса, но через 40 минут после взлёта (во время полёта над провинцией Сычуань) у него оторвалось ветровое стекло в кабине пилотов, в результате чего второго пилота частично выбросило из самолёта. 37 минут спустя самолёт совершил аварийную посадку в Чэнду. Все находившиеся на его борту 128 человек (119 пассажиров и 9 членов экипажа) выжили, но два члена экипажа (второй пилот и стюардесса) получили ранения.

## Самолёт
Airbus A319-133 (регистрационный номер B-6419, серийный 4660) был выпущен в 2011 году (первый полёт совершил 11 июля). 26 июля того же года был передан авиакомпании Sichuan Airlines. Оснащён двумя турбовентиляторными двигателями International Aero Engines V2524-A5. На день инцидента совершил 12 937 циклов «взлёт-посадка» и налетал 19 942 часа.

## Экипаж
Самолётом управлял опытный экипаж:
- Командир воздушного судна (КВС) — 45-летний Лю Чуаньцзянь (кит. 刘传健, англ. Liu Chuanjian). Очень опытный пилот, проходил службу в ВВС КНР. В авиакомпании Sichuan Airlines проработал 12 лет (с 2006 года). Налетал 13 666 часов, 9254 из них на Airbus A319 (7933 из них в качестве КВС).
- Второй пилот — 27-летний Сюй Жуйчэнь (кит. 徐瑞辰, англ. Xu Ruichen). Опытный пилот, налетал 2801 час, 1180 из них на Airbus A319.
- Сменный КВС — 33-летний Лян Пэн (кит. 梁鹏, англ. Liang Peng). Опытный пилот, налетал 8789 часов, 6708 из них на Airbus A319 (3603 из них в качестве КВС).

В салоне самолёта работали шесть стюардесс.

## Хронология событий
Рейс 3U8633 вылетел из Чунцина в 06:25 CST (22:25 UTC), на его борту находились 9 членов экипажа и 119 пассажиров.
В 07:05, во время полёта над провинцией Сычуань на эшелоне FL300 (9150 м), в кабине экипажа (со стороны второго пилота) оторвалось правое ветровое стекло; последующая взрывная декомпрессия повредила систему управления полётом и частично разрушила приборную панель в кабине экипажа. Несмотря на повреждения приборов, экипаж смог использовать транспондер для подачи сигнала бедствия 7700, который принял диспетчерский пункт аэропорта Шуанлю в Чэнду. Поскольку часть маршрута рейса 8633 проходила через гористую местность, пилоты не могли снизиться до 2400 м (на этой высоте давление в кабине и в салоне стало бы нормальным) из-за угрозы столкновения лайнера с горой.
В 07:42 CST (23:42 UTC) рейс 3U8633 совершил аварийную посадку в Чэнду. При посадке у лайнера была излишняя масса (из-за невыполненного экипажем сброса авиатоплива), из-за чего пилотам потребовалось большее расстояние взлётной полосы аэропорта Чэнду на торможение и остановку самолёта; это стало причиной разрыва нескольких шин шасси.
Никто из 128 человек на борту самолёта не погиб, ранения получили два члена экипажа. Несмотря на то, что второй пилот в момент инцидента был пристёгнут ремнями безопасности, после отрыва ветрового стекла и декомпрессии его наполовину выбросило из кабины экипажа; он получил ссадины на лице, лёгкую травму правого глаза и растяжение левого запястья. Также была ранена стюардесса Чжоу Янвэн (кит. 周彦雯, англ. Zhou Yanwen) — она также получила травму запястья. Благодаря изоляционной конструкции Airbus A319 температура в пассажирском салоне после декомпрессии упала не сразу, что спасло всех пассажиров и стюардесс от кислородного голодания и обморожения.

## Расследование
Расследование причин инцидента с рейсом 3U8633 проводило Управление гражданской авиации Китая (CAAC) при участии компании «Airbus» и авиакомпании Sichuan Airlines.

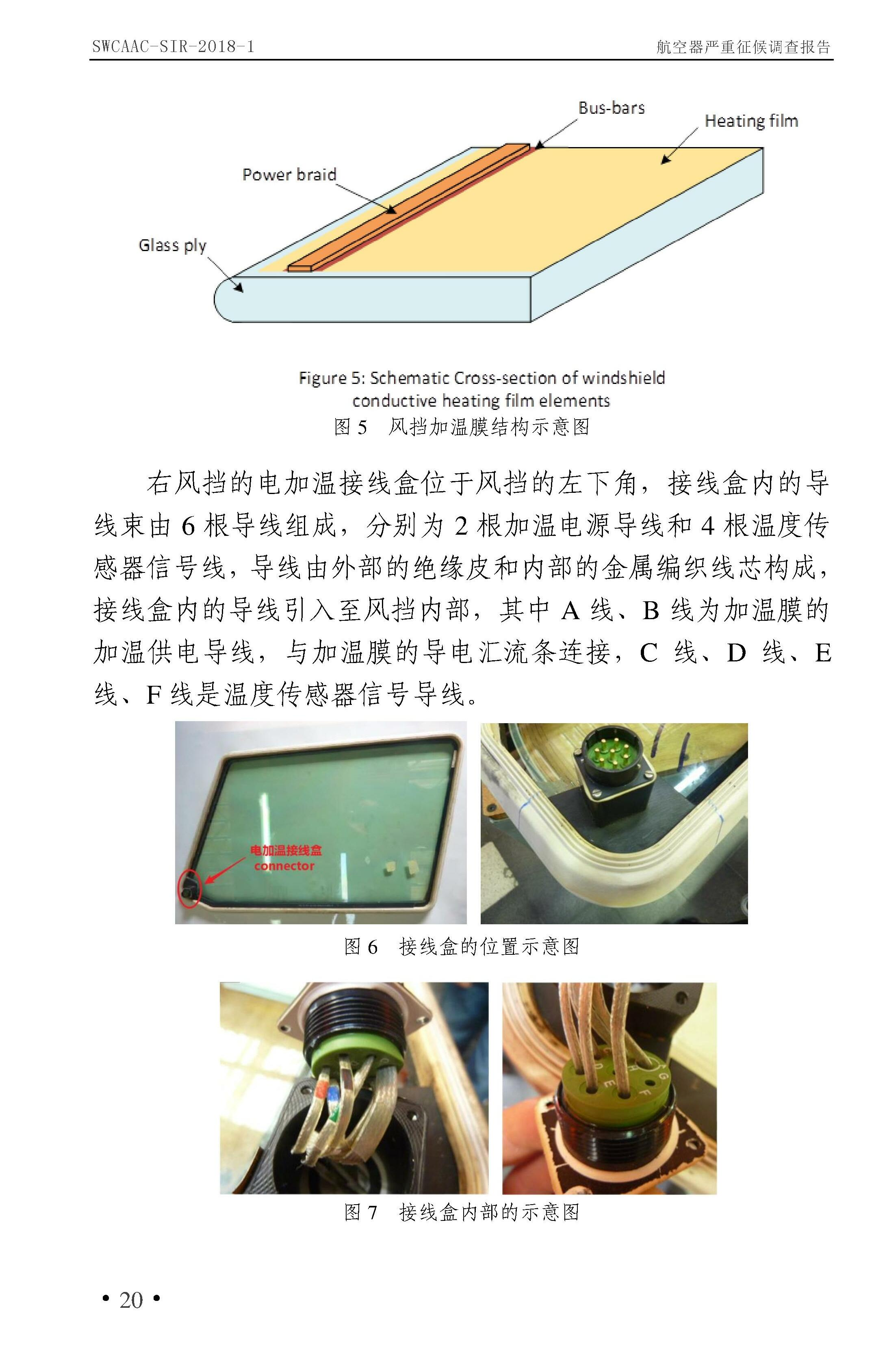
Страница из «Окончательного отчета расследования»

Окончательный отчет расследования был опубликован 2 июня 2020 года.
Согласно отчёту, основной причиной инцидента стало повреждение уплотнителя на правом ветровом стекле, из-за которого внутрь проникла влага, оставшаяся в полости на его нижней кромке. Изоляция проводов в системе обогрева ветрового стекла после длительного намокания была повреждена, и это привело к непрерывным дуговым разрядам в левом нижнем углу ветрового стекла. Повреждение проводов обогрева также стало причиной локальных высоких температур и поломки двухслойной конструкции ветрового стекла, из-за которых ветровое стекло перестало выдерживать разницу в давлении внутри и снаружи кабины экипажа, и во время рейса 3U8633 его оторвало от фюзеляжа.

## Последствия инцидента

### Экипаж
В СМИ все члены экипажа рейса 3U8633 были признаны героями, а КВС Чуаньцзянь получил премию в размере 5 млн юаней.

### Номер рейса
Самолёты Sichuan Airlines продолжают выполнять рейс 3U8633, его маршрут не изменился.

### Дальнейшая судьба самолёта
Airbus A319-133 борт B-6419 после инцидента был отремонтирован и с 18 января 2019 года продолжил эксплуатироваться авиакомпанией Sichuan Airlines.

## Культурные аспекты
Инцидент с рейсом 8633 Sichuan Airlines показан в 23-м сезоне канадского документального телесериала «Расследования авиакатастроф» в серии «Катастрофа в кабине». Кроме того, инциденту посвящён фильм 2019 года «Китайский лётчик», вышедший на экраны в 2019 году и занявший второе место в китайском кинопрокате в праздничные дни по случаю 70-летия образования Китайской Народной Республики.